# Lane-Ryrs landskommun
Lane-Ryrs landskommun var en tidigare kommun i dåvarande Göteborgs och Bohus län.

## Administrativ historik
Den bildades som landskommunen Ryr i Ryrs socken (ibland även kallad Norra Ryr) i Lane härad i Bohuslän när 1862 års kommunalförordningar trädde i kraft.  17 april 1885 namnändrades kommunen till Lane-Ryr i särskiljande syfte.
Kommunen påverkades inte av den landsomfattande kommunreformen 1952, men ingår sedan 1971 i Uddevalla kommun.
Kommunkoden 1952–70 var 1425.

### Kyrklig tillhörighet
I kyrkligt hänseende tillhörde kommunen Lane-Ryrs församling.

## Geografi
Lane-Ryrs landskommun omfattade den 1 januari 1952 en areal av 84,82 km², varav 83,08 km² land.

### Tätorter i kommunen 1960
I Lane-Ryrs landskommun fanns den 1 november 1960 ingen tätort. Tätortsgraden i kommunen var då alltså 0,0 procent.

## Politik

### Mandatfördelning i valen 1950–1966
| 3 | 4 | 9 | 4 |

| 20 |

| 5 | 3 | 8 | 4 |

| 20 |

| 4 | 5 | 9 | 2 |

| 20 |

| 4 | 4 | 10 | 2 |

| 20 |

| 3 | 10 | 2 | 5 |

| 19 |